# Завади (Нідзицький повіт)
Завади (пол. Zawady, нім. Sawadden, 1938-45: Herzogsau) — село в Польщі, у гміні Яново Нідзицького повіту Вармінсько-Мазурського воєводства.
Населення — 35 осіб (2011).
У 1975-1998 роках село належало до Ольштинського воєводства.

## Демографія
Демографічна структура станом на 31 березня 2011 року:
|          | Загалом | Допрацездатний вік | Працездатний вік | Постпрацездатний вік |
| -------- | ------- | ------------------ | ---------------- | -------------------- |
| Чоловіки | 16      | 2                  | 13               | 1                    |
| Жінки    | 19      | 9                  | 8                | 2                    |
| Разом    | 35      | 11                 | 21               | 3                    |